# Cyrtandra rosea
Cyrtandra rosea är en tvåhjärtbladig växtart som beskrevs av Ridley. Cyrtandra rosea ingår i släktet Cyrtandra och familjen Gesneriaceae. Inga underarter finns listade i Catalogue of Life.